# Visagies Goldmull
Visagies Goldmull (Chrysochloris visagiei) ist ein kaum erforschtes Säugetier aus der Gattung der Kapgoldmulle (Chrysochloris) in der Familie der Goldmulle (Chrysochloridae). Er ist bisher nur von einem einzigen Exemplar bekannt, dessen Herkunft in der im Jahr 1950 erschienenen Erstbeschreibung mit Gouna in der südafrikanischen Provinz Nordkap angegeben worden war. Die Region gehört zur Karoo und besteht aus trockenem, steinigem Gelände. Weder der Fundort noch der Artstatus gelten momentan als sicher.

## Merkmale
Visagies Goldmull ähnelt sehr stark dem Kap-Goldmull (Chrysochloris asiatica). Das einzige bekannte Exemplar, ein Weibchen, hat eine Kopf-Rumpf-Länge von 10,6 cm, eine Gewichtsangabe liegt nicht vor. Es zeigt den typisch spindelförmigen Körper der anderen Goldmulle, äußerlich sichtbare Ohren und der Schwanz fehlen. Das Fell ist am Rücken hell gelblich-braun-olivfarben, die einzelnen Haare zeichnen sich durch eine graue Farbgebung mit rehbraunen Spitzen aus. Die Unterseite besitzt eine etwas hellere, zumeist graue Tönung mit einem geringeren gelblichbraunen Einschlag. Die Unterwolle ist schiefergrau gefärbt. Das Gesicht wirkt etwas heller als der übrige Körper. Die kräftigen Vorderfüßen enden in vier Strahlen, die über gut entwickelte Grabklauen verfügen. Die längste ist am Mittelstrahl (Strahl III) ausgebildet, sie wird an der Basis 4,1 mm breit. An den beiden Innenstrahlen sind kürzere Klauen ausgebildet, wobei die erste nochmals kleiner als die zweite ist. Am äußeren (vierten) Finger besteht nur eine deutlich zurückgebildete Kralle. Die fünfstrahligen Hinterfüße sind 12 mm lang.
Der Schädel misst 22,8 mm in der Länge und 17,7 mm in der Breite. In seiner kurzen und breiten Form entspricht er weitgehend dem des Kap-Ggoldmulls. Wie bei diesen befindet sich an der Schläfengrube eine deutliche knöcherne Aufwölbung, die den Kopf des Hammerknochens im Mittelohr aufnimmt. Typisch für die Kapgoldmulle ist dieser keulenartig verlängert, er hat bei Visagies Goldmull allerdings eine verhältnismäßig breitere Gestalt, so dass die Länge des Kopfes die Breite nur um das Doppelte übertrifft (beim Kap-Goldmull liegt das Längen-Breiten-Verhältnis bei 3:1). Das Gebiss setzt sich aus 40 Zähnen mit folgender Zahnformel zusammen: {\displaystyle {\frac {3.1.3.3}{3.1.3.3}}}. Der hinterste, dritte Molar ist verkleinert, besitzt aber wie die vorderen Mahlzähne ein dreihöckeriges (tricuspides) Kauflächenmuster. An den unteren Molaren fehlt ein Talonid. Die Länge der oberen Zahnreihe vom Eckzahn bis zum letzten Mahlzahn beträgt 6,5 mm, vom innersten Schneidezahn an gemessen 10 mm.

## Fundstelle und Entdeckung

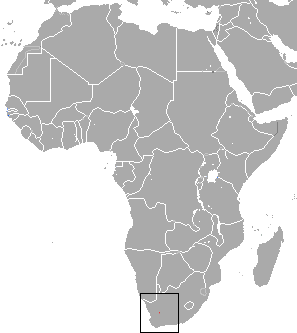
Verbreitungskarte von Visagies Goldmull

Visagies Goldmull wurde im Jahr 1950 von Robert Broom wissenschaftlich erstbeschrieben. Der Holotyp, ein ausgewachsenes Weibchen, stammt seinen Angaben zufolge von einer Farm bei Gouna rund 86 km östlich von Calvinia in der südafrikanischen Provinz Nordkap. Dort wurde er 1949 von Captain Guy Chester Shortridge aufgesammelt. Das Artepitheton visagiei vergab Broom zu Ehren von I. H. J. Visagie, den Eigentümer der Farm, auf der das Typusexemplar entdeckt wurde. Das angegebene Gebiet gehört zur trockenen Nama-Karoo und besteht aus einem geröllhaltigen Schieferboden, der ungeeignet als Lebensraum für Goldmulle erscheint. Während zweier unabhängiger Exkursionen, eine davon im Jahr 2002, scheiterten Mitarbeiter des Kaffrarian Museums (heute Amathole-Museum), neue Exemplare von Visagies Goldmull aufzuspüren. Auch in den kultivierten Landstrichen entlang der Ufer der Flüsse Great Fish und Renoster River konnten keine Anzeichen von Goldmull-Aktivitäten nachgewiesen werden ebenso wie sich einheimische Farmer nicht an Sichtungen entsprechender Tiere erinnerten. Daher bestehen neben einer generellen Annahme, Visagies Goldmull sei lokal ausgestorben, mehrere Möglichkeiten für die Abwesenheit dieser besonderen Goldmullform: entweder wurde das Typusexemplar durch Menschen oder natürliche Prozesse wie Überschwemmungen des Renoster River in das bekannte Fundgebiet transportiert oder aber es liegt eine Verwechslung seitens Brooms vor und die Angaben zur Fundregion sind fehlerhaft. Bei letzterer Vermutung käme als alternative Herkunft Gouna Forest nahe Knysna in der Provinz Ostkap in Betracht. Bisher wurden dort aber noch keine Felduntersuchungen durchgeführt. Ein dritter Ansatz besteht darin, dass das Typusexemplar keine eigenständige Art repräsentiert, sondern einen Kap-Goldmull, der durch eine Wanderung aus einem eher geeigneten Lebensraum im Westen in die Region gelangt ist; wahrscheinlich über das Great Fish River-System.

## Systematik
Visagies Goldmull wird gegenwärtig als eigenständige Art aus der Gattung der Kapgoldmulle (Chrysochloris) angesehen. Zu den Kapgoldmullen gehört zusätzlich noch der Kap-Goldmull (Crysochloris asiatica). Die Gattung bildet wiederum einen Teil der Familie der Goldmulle (Chrysochloridae), kleinen, bodengrabenden Säugetieren aus der Überordnung der Afrotheria. Die Goldmulle sind endemisch in Afrika verbreitet, wobei ein Großteil der Arten im südlichen Teil des Kontinents beheimatet ist, einige wenige leben auch im östlichen oder zentralen Teil. Die Tiere bewohnen sowohl trockene bis wüstenartige Landschaften als auch offene Gras- und Savannenregionen sowie Wälder. Aufgrund ihrer unterirdischen Lebensweise stellen sie Habitatspezialisten mit häufig eng begrenzten Lebensräumen dar. Innerhalb der Goldmulle werden anhand der Ausprägung des Hammers im Mittelohr – ob vergrößert oder nicht – zwei bis drei Unterfamilien ausgehalten. Allerdings lassen sich diese mit Hilfe von Molekulargenetischen Untersuchungen nur teilweise nachvollziehen. Im Bezug auf die Kapgoldmulle verweisen jedoch sowohl die skelettanatomischen als auch die genetischen Daten übereinstimmend auf eine nähere Verwandtschaft mit Cryptochloris. Die Vertreter beider Gattungen zeichnen sich durch einen keulenartig verlängerten Kopf des Malleus aus, der aber bei Chrysochloris deutlicher ausgeprägt ist als bei Cryptochloris.
Die Eigenständigkeit von Visagies Goldmull war in der forschungsgeschichtlichen Vergangenheit mehrfach Gegenstand von Fachdiskussionen. Bereits drei Jahre nach der Erstbeschreibung wurde der Goldmullvertreter von John Ellerman als Unterart des Kap-Goldmulls geführt, was wiederum 15 Jahre später, 1968, Alberto M. Simonetta bestätigte. Nachfolgende Autoren allerdings sahen Visagies Goldmull wieder als gültige Art an, so Jurgens A. J. Meester in den 1970er und Francis Petter in den 1980er Jahren. Der auffällig breite Kopf des Hammers im Mittelohr wird häufig als unterscheidendes Merkmal zum Kap-Goldmull herangezogen, liegt aber innerhalb der Variationsbreite von letzterem. Aus diesem Grund ist es durchaus möglich, das Visagies Goldmull nur eine besondere Form des Kap-Goldmulls darstellt. Zu Untermauerung dieser Ansicht müssen aber weitere Exemplare herangezogen werden. Eine Studie aus dem Jahr 2023 stuft die Gattung Chrysochloris als monotypisch ein, womit diese nur den Kap-Goldmull enthält.

## Status
Die IUCN listet Visagies Goldmull in der Kategorie „unzureichende Datenlage“ (data deficient). Durch die extensive Landwirtschaft wurde der Lebensraum in der angenommenen Typuslokalität dramatisch verändert. Die Auswirkungen dieser Umwandlungen können jedoch nicht beurteilt werden, bevor nicht die Unsicherheiten hinsichtlich der genauen Herkunft des Typusexemplares ausgeräumt wurden und/oder die Lebensraum-Anforderungen dieser Art bekannt sind.